# Südkasachstan
Das Gebiet Südkasachstan (kasachisch Оңтүстік Қазақстан облысы Ongtüstik Qasaqstan oblyssy; russisch Южно-Казахстанская область Juschno Kasachstanskaja oblast) war mit einer Bevölkerung von etwa 2,84 Millionen Einwohnern die südlichste Oblys (Gebiet) von Kasachstan. Hauptstadt war Schymkent. Zum 19. Juni 2018 wurde Schymkent ausgegliedert und zu einer Stadt mit Sonderstatus erhoben. Das verbleibende Gebiet wurde nach der neuen Hauptstadt in Türkistan umbenannt.

## Geografie
Mit einer Fläche von etwa 117.249 km² war Südkasachstan das flächenmäßig zweitkleinste der 14 Gebiete Kasachstans. Es war jedoch die einwohnerreichste und gleichzeitig die am dichtesten besiedelte Oblys.
Die Oblast Südkasachstan wurde 1932 in der Kasachischen SSR der Sowjetunion gebildet. Von 1962 bis 1992 hieß sie nach der Hauptstadt Oblast Tschimkent.
Die Einwohnerzahl stieg von 1,8 Millionen im Jahr 1989 auf 2,6 Millionen im Jahr 2011 an. Die Bevölkerung der Provinz besteht zu knapp 70 % aus Kasachen, bedeutende Minderheiten sind Usbeken (17,5 %) und Russen (6 %). Weitere Gruppen, wie etwa Aserbaidschaner, Tadschiken, Sowjetkoreaner, Tataren, Ukrainer oder Russlanddeutsche stellen zusammen etwas mehr als 6 % der Bevölkerung.
Die Hauptstadt und zugleich auch größte Stadt der Provinz war mit etwa 643.000 Einwohnern Schymkent, eine Universitätsstadt und ein bedeutender Wirtschaftsstandort. Weitere größere Städte in Südkasachstan waren Türkistan, Lenger und Schetissai.
Südkasachstan grenzte im Süden direkt an das Nachbarland Usbekistan sowie an Kirgisistan. Die usbekische Hauptstadt Taschkent lag unmittelbar an der Grenze zu Südkasachstan. Die Provinz grenzte außerdem an drei andere Provinzen Kasachstans: Qaraghandy, Qysylorda und Schambyl.
Der Syrdarja durchfloss die Provinz auf seinem Weg zum Aralsee. Durch Südkasachstan lief auch eine Öl-Pipeline von Türkmenabat (Turkmenistan) nach Omsk in Russland, wo sie sich mit einer größeren, sibirischen Pipeline verband. In Schymkent wurden Erdöl, Blei und Zink veredelt. In Südkasachstan fanden sich zudem einige bedeutende Kulturstätten und Zeugnisse alter islamischer Architektur, so etwa das als UNESCO-Weltkulturerbe geltende Mausoleum von Hodscha Ahmad Yasawi in der Stadt Türkistan.

## Bevölkerung

### Ethnische Gruppen
| Volksgruppe     | VZ 1989   | VZ 1989 | VZ 1999   | VZ 1999 | VZ 2009   | VZ 2009 |
| Volksgruppe     | Anzahl    | %       | Anzahl    | %       | Anzahl    | %       |
| --------------- | --------- | ------- | --------- | ------- | --------- | ------- |
| Kasachen        | 1.017.470 | 55,80 % | 1.340.889 | 67,78 % | 1.785.992 | 72,33 % |
| Usbeken         | 285.042   | 15,63 % | 332.202   | 16,79 % | 401.630   | 16,26 % |
| Russen          | 278.473   | 15,27 % | 162.098   | 8,19 %  | 136.538   | 5,52 %  |
| Tadschiken      | 19.593    | 1,07 %  | 21.370    | 1,08 %  | 29.742    | 1,20 %  |
| Aserbaidschaner | 27.049    | 1,48 %  | 24.732    | 1,25 %  | 28.956    | 1,17 %  |
| Türken          | 11.051    | 0,61 %  | 18.665    | 0,94 %  | 20.995    | 0,85 %  |
| Tataren         | 34.615    | 1,90 %  | 23.672    | 1,20 %  | 19.119    | 0,77 %  |
| Koreaner        | 11.430    | 0,63 %  | 9780      | 0,49 %  | 9717      | 0,40 %  |
| Kurden          | 6306      | 0,35 %  | 6661      | 0,34 %  | 8399      | 0,34 %  |
| Ukrainer        | 33.033    | 1,81 %  | 13.039    | 0,66 %  | 7948      | 0,33 %  |
| Andere          | 99.466    | 5,45 %  | 25.231    | 1,28 %  | 20.321    | 0,82 %  |
| Gesamt          | 1.823.528 | 100 %   | 1.978.339 | 100 %   | 2.469.357 | 100 %   |

### Einwohnerentwicklung
Die Bevölkerung des Gebietes Südkasachstan betrug zum 1. Januar 2016 rund 2,84 Millionen Einwohner, wodurch es in Kasachstan an erster Stelle, gemessen an der Einwohnerzahl, lag. Die Bevölkerungszahl stieg seit den 1970er Jahren kontinuierlich an und erreichte Anfang der 2000er Jahre zum ersten Mal die Marke von zwei Millionen Einwohnern. Mit einer Bevölkerungsdichte von 24,2 Einwohnern je km² war Südkasachstan auch das mit Abstand am dichtesten besiedelte Gebiet Kasachstans.
| Jahr | Einwohner |
| ---- | --------- |
| 1970 | 1.287.431 |
| 1979 | 1.566.794 |
| 1989 | 1.831.486 |
| 1999 | 1.978.339 |
| 2003 | 2.111.893 |
| 2004 | 2.150.256 |
| 2005 | 2.193.556 |
| 2006 | 2.233.568 |
| 2007 | 2.282.474 |

| Jahr | Einwohner |
| ---- | --------- |
| 2008 | 2.331.505 |
| 2009 | 2.462.782 |
| 2010 | 2.511.698 |
| 2011 | 2.567.707 |
| 2012 | 2.621.488 |
| 2013 | 2.678.889 |
| 2014 | 2.733.279 |
| 2015 | 2.788.404 |
| 2016 | 2.840.557 |

## Verwaltungsgliederung
Das Gebiet war in 11 Kreise (kasach. Ауданы/Audany) und 4 kreisfreie Städte unterteilt. Weitere Städte im Gebiet Südkasachstan waren Lenger, Saryaghasch, Schardara und Schetissai.
| Audany                              | Fläche [km²] | Einwohner | Verwaltungssitz |
| ----------------------------------- | ------------ | --------- | --------------- |
| Böidibek                            | 7.200        | 55.292    | Schajan         |
| Maqtaaral                           | 1.800        | 305.738   | Schetissai      |
| Ordabassy                           | 2.700        | 117.581   | Temirlan        |
| Otyrar                              | 18.100       | 54.260    | Schäuildir      |
| Qasyghurt                           | 4.100        | 109.031   | Qasyghurt       |
| Sayram                              | 1760         | 198.981   | Aqsu            |
| Saryaghasch                         | 7.613        | 321.842   | Saryaghasch     |
| Schardara                           | 13.000       | 79.345    | Schardara       |
| Sosaq                               | 41.000       | 60.851    | Scholaqqorghan  |
| Töle Bi                             | 3.100        | 116.813   | Lenger          |
| Tülkibas                            | 2.300        | 110.265   | Turar Rysqulow  |
| Einwohner Stand 2016; Quelle (rus.) |              |           |                 |

| Kreisfreie Stadt                    | Fläche [km²] | Einwohner |
| ----------------------------------- | ------------ | --------- |
| Arys                                |              | 73.827    |
| Kentau                              |              | 94.171    |
| Schymkent                           | 1170         | 886.349   |
| Türkistan                           | 7.400        | 256.961   |
| Einwohner Stand 2016; Quelle (rus.) |              |           |

## Politik
Liste der Gouverneure (kasachisch Әкім, Äkim) des Gebietes Südkasachstan seit 1992:
| Nr. | Name                  | Amtszeit (Beginn) | Amtszeit (Ende) |
| --- | --------------------- | ----------------- | --------------- |
| 1   | Mars Ürkimbajew       | 1992              | Dezember 1993   |
| 2   | Sauytbek Turysbekow   | Dezember 1993     | Dezember 1997   |
| 3   | Qalyq Abdullajew      | Dezember 1997     | Juli 1999       |
| 4   | Berdibek Saparbajew   | Juli 1999         | 31. August 2002 |
| 5   | Bolat Schylqyschijew  | 31. August 2002   | September 2006  |
| 6   | Ömirsaq Schökejew     | September 2006    | 28. August 2007 |
| 7   | Nurghali Äschim       | 28. August 2007   | 4. März 2009    |
| 8   | Asqar Myrsachmetow    | 4. März 2009      | 8. August 2015  |
| 9   | Beibit Atamqulow      | 8. August 2015    | 7. Oktober 2016 |
| 10  | Schansejit Tüimebajew | 7. Oktober 2016   | 19. Juni 2018   |

## Galerie

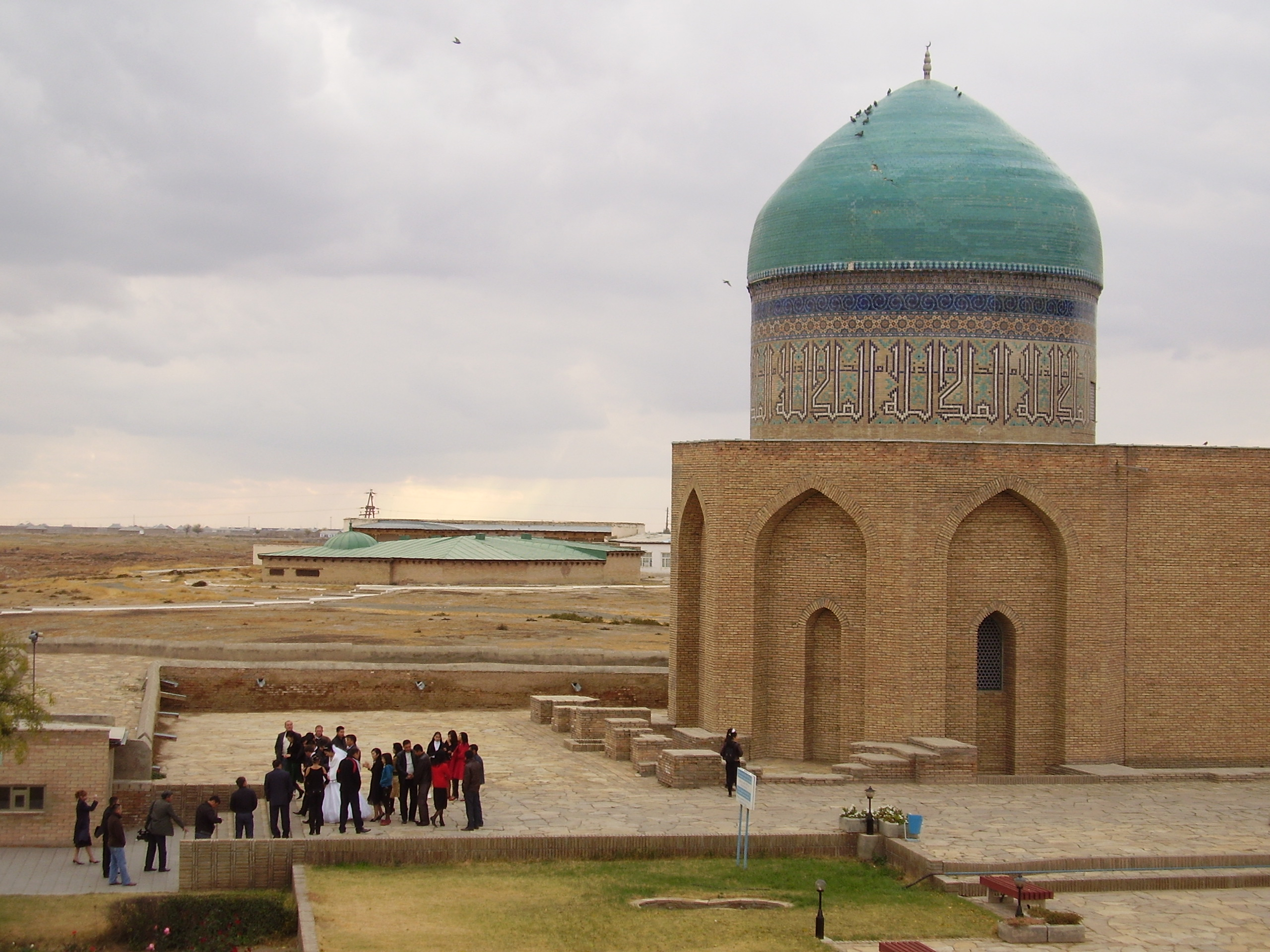
Rabiga-Begim-Mausoleum in Türkistan
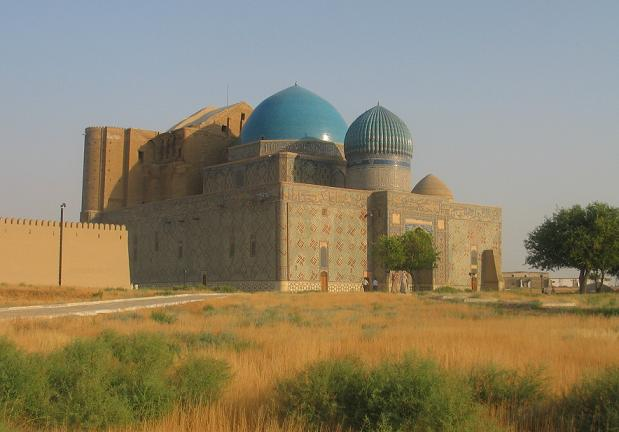
Das Mausoleum von Hodscha Ahmad Yasawi in Türkistan
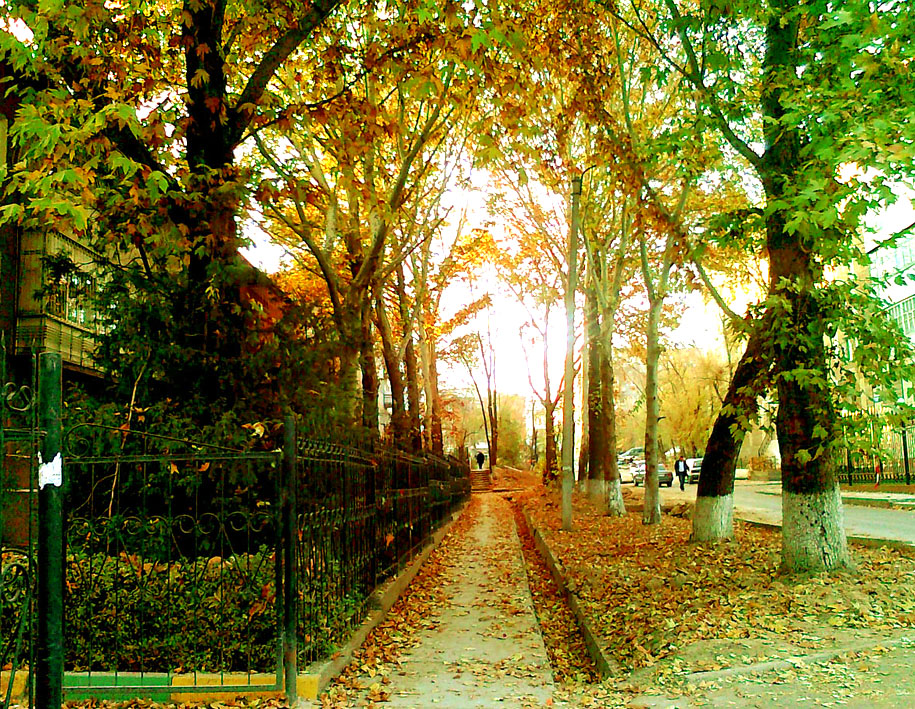
Allee in Schymkent
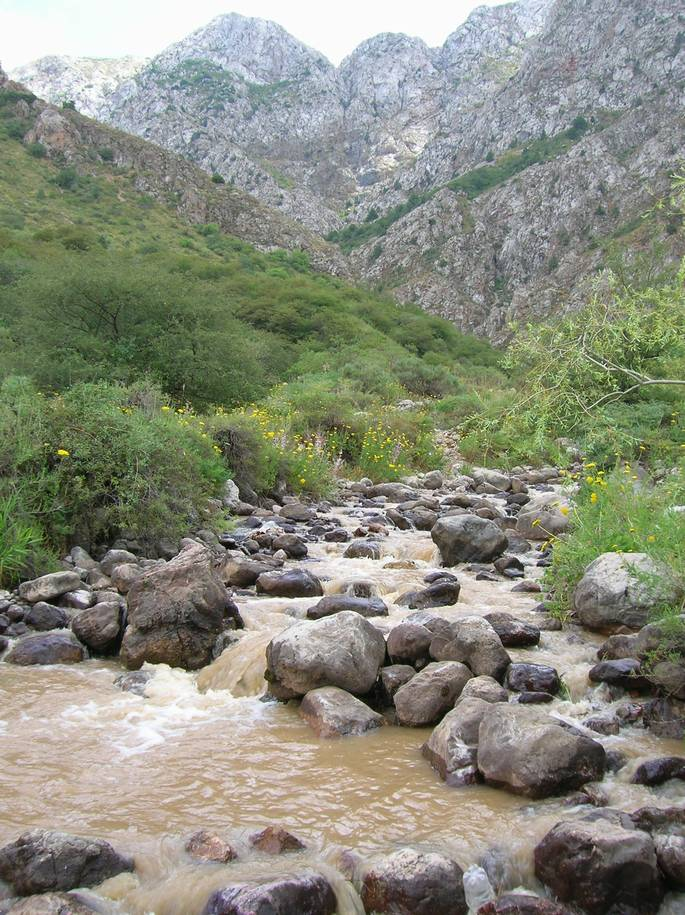
Gebirge bei Schymkent